# El cel sobre John Lennon i Yoko Ono
El cel sobre John Lennon i Yoko Ono (originalment en anglès, John & Yoko: Above Us Only Sky) és una pel·lícula documental que es va emetre a Channel 4 el novembre de 2018 i a A&E Network el març de 2019. El focus del documental és la relació de John Lennon i Yoko Ono fins aquell moment, i com va afectar l'àlbum Imagine gravat el 1971 a la casa de Tittenhurst Park a Ascot. S'hi emeten vídeos no presentats prèviament en públic. A la pel·lícula també s'inclouen entrevistes recents amb antics companys de banda i altres implicats en la vida de Lennon i Ono en aquell moment. El desembre de 2020 es va estrenar el doblatge en català a TV3.